# Henri de Man
Henri (Hendrik) de Man (Anversa, 17 novembre 1885 – Morat, 20 giugno 1953) è stato un politico e sociologo belga.

## Biografia

### La carriera politica e accademica tra le due guerre mondiali
Militante della sinistra socialista, studia all'università senza terminarla, venendo anche espulso per aver manifestato in favore dei rivoluzionari russi del 1905. Si stabilisce quindi in Germania, a Lipsia. 
De Man tornò in Belgio nel 1911 e iniziò a collaborare con il Partito operaio belga, guidato da Émile Vandervelde. Nel 1914 si arruolò come volontario nell’esercito e combatté durante il primo conflitto mondiale, sostenendo al contempo la causa degli alleati dell’Intesa. 
Nel dopoguerra fu docente di sociologia all’Università di Washington, quindi avviò una scuola per operai in Belgio prima di recarsi in Germania dove insegnò per alcuni anni all’Università di Francoforte. Rientrato dalla Germania dopo l’incendio del Reichstag (egli avrebbe poi spiegato la distruzione della socialdemocrazia tedesca da parte di Hitler con il fatto che le classi medie si erano rivolte al nazismo), ottenne la cattedra di psicologia sociale all’Università di Bruxelles e divenne vicepresidente del Partito operaio belga (POB), di cui assunse la presidenza nel 1938 dopo la morte di Vandervelde. Nella seconda metà degli anni 1930 ricoprì alcuni incarichi di rilievo nel governo nazionale, come ministro dei Lavori pubblici dal 1935 al 1936 e come responsabile del dicastero delle Finanze dal 1936 al 1938.

### Il “piano de Man” e il planismo
Nel 1934 De Man fu incaricato dai vertici del POB di redigere un documento programmatico per il passaggio a un’economia pianificata di tipo socialista noto come “piano de Man”. La dottrina economica a esso sottesa, definita planismo, esercitò una certa influenza nella prima metà degli anni 1930 non solo negli ambienti socialisti europei, ma anche in alcuni settori fautori di una terza via tra capitalismo liberale e collettivismo marxista. 
Il planismo, elaborato nel contesto della depressione economica seguita al crollo finanziario del 1929, puntava a risolvere le crisi cicliche del capitalismo, e in particolare a ridurre la disoccupazione, attraverso scelte di politica economica di ispirazione dirigistica e di politica monetaria di impronta keynesiana. Esso si proponeva di conseguire tali obiettivi attraverso la nazionalizzazione del credito e dei settori industriali strategici, l’esproprio del latifondo e l’imposizione di un forte controllo dello Stato sul mondo finanziario; a differenza di analoghi progetti più legati alla visione socialista ortodossa il planismo rifiutava però la socializzazione dei mezzi di produzione (e l’idea a essa collegata di una società senza classi), a cui preferiva una forma di “economia mista” nella quale dovevano coesistere differenti forme di proprietà degli strumenti produttivi.

### La collaborazione con la Germania e l’esilio
Nella seconda metà degli anni 1930 De Man si avvicinò gradualmente al fascismo, sensibile com’era alla visione di uno Stato forte e di un’organizzazione corporativa dei rapporti di lavoro. Negli anni che precedettero la seconda guerra mondiale, di fronte al dispiegarsi del revisionismo e dell'espansionismo di Hitler in Europa, propugnò una conciliante politica di appeasement che, nelle sue intenzioni, avrebbe dovuto evitare al Belgio il ripetersi del tragico destino subito durante la Grande Guerra. 
Dopo lo scoppio del conflitto e la capitolazione dell’esercito belga nel 1940, pubblicò un manifesto indirizzato ai militanti del POB in cui si presentavano la sconfitta e l’occupazione tedesca più come un’opportunità che come una tragedia nazionale: egli invitava infatti i socialisti suoi connazionali «a entrare nei quadri di un movimento di resurrezione nazionale, […] di un partito unico […] unito dalla fedeltà al suo re e dalla volontà di realizzare la sovranità del lavoro», nella convinzione che «per la classe lavoratrice e per il socialismo questo collasso di un mondo decrepito, lungi dall’essere un disastro rappresenta una liberazione». Nel vuoto di potere creato dalla fuga dell’esecutivo ufficiale, che aveva abbandonato il paese per formare un governo belga in esilio, De Man collaborò con gli occupanti tedeschi, sebbene non godesse della totale fiducia delle autorità naziste. Politicamente alquanto ininfluente, lasciò quindi il Belgio e visse per alcuni anni nella Parigi occupata. Con l’avanzata delle truppe alleate nel maggio 1945, temendo la cattura, si rifugiò nella regione francese dell’Alta Savoia. Finita la guerra, passò il confine e si trasferì in Svizzera, nel canton Grigioni, essendogli impedito il ritorno in patria da una condanna per tradimento, pronunciata in contumacia, a vent’anni di lavori forzati. 
Morì nel 1953 in un incidente automobilistico.

### La revisione teorica del marxismo
Come teorico socialista De Man fu autore di testi di contenuto dottrinale nei quali, indagando i moventi psicologici ed etici del movimento operaio, puntava a una revisione dei postulati deterministici della filosofia marxista. La sua opera principale, Zur Psychologie des Sozialismus (1926; Au delà du marxisme nella versione in lingua francese), fu pubblicata anche in edizione italiana, nel 1929, con il titolo Il superamento del marxismo. Lasciò anche un libro di memorie, Après Coup, uscito nel 1941.